# توماس ديسيمون
توماس ديسيمون (بالإنجليزية: Thomas DeSimone) هو Q46961 أمريكي، ولد في 24 مايو 1950 في بروكلين في الولايات المتحدة، وتوفي في 14 يناير 1979 في نيويورك في الولايات المتحدة.